# Hoplojana zernyi
Hoplojana zernyi är en fjärilsart som beskrevs av Gschwandner. 1923. Hoplojana zernyi ingår i släktet Hoplojana och familjen Eupterotidae. Inga underarter finns listade i Catalogue of Life.